# Bố già phần II
Bố già phần II (The Godfather Part II) là một bộ phim hình sự sản xuất năm 1974 dựa theo tiểu thuyết cùng tên của nhà văn Mario Puzo và do Francis Ford Coppola đạo diễn. Bộ phim này là phần tiếp theo của tác phẩm nổi tiếng Bố già (The Godfather) sản xuất năm 1972 và sau đó được tiếp tục bằng Bố già phần III (The Godfather Part III) sản xuất năm 1990. Truyện phim nói về những diễn biến trong gia đình Corleone có trước những sự kiện xảy ra ở phần đầu cũng như miêu tả quá trình trở thành ông trùm của Vito Corleone.
Bố già phần II được một số nhà phê bình coi đánh giá là hay tương đương, nếu không nói là còn hay hơn phần đầu tiên, vốn đã là một trong những tác phẩm xuất sắc nhất của điện ảnh Hoa Kỳ. Tại bảng xếp hạng phim hay nhất của trang dữ liệu điện ảnh IMDb, bộ phim này xếp thứ 3 trong khi Bố già xếp thứ hai, còn trong bảng xếp hạng của Viện phim Hoa Kỳ (American Film Institute) Bố già phần II xếp thứ 32. Bố già phần II được nhiều người coi là phần tiếp theo hay nhất của mọi thời đại và được đề cử tới 11 giải Oscar và giành được 6 giải, trong đó có giải cho Phim hay nhất.

## Các vai chính
- Al Pacino vai Don Michael Corleone
- Robert Duvall vai Tom Hagen
- Diane Keaton vai Kay Corleone
- Robert De Niro vai Vito Corleone thời trẻ
- John Cazale vai Fredo Corleone
- Talia Shire vai Connie Corleone
- Lee Strasberg vai Hyman Roth
- Michael V. Gazzo vai Frankie Pentangeli
- G.D. Spradlin vai Thượng nghị sĩ Pat Geary
- Richard Bright vai Al Neri
- Dominic Chianese vai Johnny Ola

## Nội dung
Bố già phần II có hai truyện phim diễn ra song song. Cốt truyện thứ nhất nói về gia đình Corleone sau khi Michael Corleone trở thành "Bố già" (Don); cốt truyện còn lại là cuộc đời của Vito Corleone từ năm 1917 đến năm 1925, từ khi còn là một cậu bé rời Sicilia năm 1901 đến khi thành trùm mafia tại Thành phố New York.
Bộ phim bắt đầu bằng một đám ma ở thị trấn Corleone trên đảo Sicilia năm 1901, mọi người đang đi đưa đám cha của cậu bé Vito, Antonio Andolini, người bị giết vì dám lăng mạ tên trùm mafia địa phương, Don Ciccio. Anh trai của Vito sau đó cũng bị giết vì dám thề sẽ trả thù cho cha. Mẹ của cậu bé Vito đến nhà ông trùm Don Ciccio để cầu xin ông ta tha mạng cho đứa trẻ còn lại của gia đình, nhưng Don cự tuyệt vì biết rằng chắc chắn cậu bé 9 tuổi Vito sau này sẽ tìm ông ta trả thù. Bà Andolini dùng dao khống chế Ciccio để cho Vito chạy thoát, bà bị tay chân của Ciccio hạ sát. Vito, khi đó mới 9 tuổi, phải lên tàu thủy trốn sang New York, cậu bị một nhân viên quản lý người nhập cư ghi nhầm quê quán thành tên họ, và từ đó cậu trở thành Vito Corleone.
Cảnh phim tiếp theo chuyển đến cuối thập niên 1950, tương tự như cảnh mở đầu của Bố già, ông trùm Don Michael Corleone đang bàn công việc làm ăn với đối tác tại gần hồ Tahoe (tiểu bang Nevada) trong một bữa tiệc gia đình. Trong số đối tác này có Thượng nghị sĩ Pat Geary, người vốn xem thường nhà Corleone, tới thương lượng về giá cho giấy phép đánh bạc của một sòng bạc do Michael đang có ý định mua.

Bố già Don Michael Corleone

Đêm hôm đó, một vụ mưu sát nhằm vào Michael diễn ra, nhưng anh thoát nạn vì vợ anh, Kay Adams, để ý rằng rèm cửa sổ phòng ngủ để mở một cách bất thường. Sau khi kiểm tra, Michael nói với Tom Hagen là vụ mưu sát rõ ràng có sự giúp đỡ của một kẻ nào khác, và anh phải lánh đi, để lại mọi công việc cho Tom.
Bộ phim quay trở lại năm 1917, khi Vito Corleone, khi này đã trưởng thành, đang làm việc cho một cửa hàng thịt ở New York cùng người bạn Genco Abbandando. Khu phố anh ở và làm việc nằm dưới sự cai quản của một thành viên băng "Bàn tay đen", Don Fanucci, người tống tiền những cửa hàng nhỏ ở khu vực với lý do lấy tiền bảo kê. Một đêm, người hàng xóm Clemenza của Vito đề nghị anh giấu hộ anh ta vài khẩu súng, và sau đó để trả ơn, Clemenza đã đưa Vito đến một căn hộ sang trọng nơi Vito phạm tội ác đầu tiên của mình, đó là cùng với anh bạn hàng xóm ăn cắp một tấm thảm quý.
Cảnh phim tiếp tục với cuộc gặp gỡ của Michael và Hyman Roth tại Florida, anh nói với Roth rằng chắc chắn Frank Pentangeli là kẻ đứng sau vụ ám sát, và thề sẽ trả thù. Đến Brooklyn, Michael lại để cho Pentangeli biết là thực ra chính Roth đứng sau mọi việc và Michael đã có cách giải quyết Roth, miễn là Frankie hợp tác với anh em nhà Rosato để loại bỏ đám bảo vệ của Roth. Khi Pentangeli đến gặp Rosato, lão nói "Michael Corleone gửi lời chào" và bị tấn công từ phía sau, nhưng vụ giết người bất ngờ bị một cảnh sát làm gián đoạn . Tại Nevada, Tom Hagen bị gọi tới một nhà thổ do anh trai Michael, Fredo quản lý, ở đây nghị sĩ Geary đang vướng vào cái chết của một gái mại dâm và Tom đề nghị sẽ giải quyết ổn thỏa vụ này để đáp lại "tình bạn" giữa Geary và gia đình nhà Corleone.
Trong lúc ấy, Michael gặp Roth tại La Habana, Cuba, giữa lúc viên độc tài Fulgencio Batista đang kêu gọi đầu tư từ Hoa Kỳ còn du kích cộng sản đang cố gắng làm cuộc cách mạng lật đổ chính phủ độc tài. Tại bữa tiệc sinh nhật của Roth, Michael đề cập đến khả năng thắng lợi của du kích, đồng nghĩa với việc làm ăn ở Cuba sẽ gặp trục trặc, ngược lại, Roth nhắc riêng Michael rằng anh chưa chuyển cho lão 2 triệu USD tiền làm ăn chung. Fredo mang số tiền này tới Cuba gặp Michael và được anh báo rằng chính Roth là kẻ đứng sau vụ mưu sát và đảm bảo "Hyman Roth sẽ không sống đến năm sau". Nhưng sau đó Michael nhận ra rằng chính Fredo là người đã phản lại anh, tại bữa tiệc cuối năm do Batista tổ chức, Michael nắm lấy đầu Fredo, hôn anh ta và nói rằng: "Tôi đã biết đó chính là anh; Anh đã làm tôi thất vọng đấy!". Cùng lúc này du kích bắt đầu tấn công vào La Habana, các khách mời của buổi tiệc vội chạy trốn, mặc dù Michael van nài Fredo chạy trốn cùng anh vì dù sao Fredo cũng là anh trai mình, Fredo vẫn từ chối.
Michael trở lại dinh thự ở cạnh hồ Tahoe, anh được Hagen báo tin Roth đã trốn thoát khỏi Cuba sau cơn đột quỵ và hiện đang dưỡng bệnh tại Miami, anh cũng biết thêm người vệ sĩ của mình phái đi giết Roth đã chết, còn Fredo đang lẩn trốn ở đâu đó quanh New York. Hagen cũng nói cho Michael tin xấu, Kay đã sẩy thai khi anh không có nhà.
Trở về New York năm 1917, Don Fanucci bắt đầu để ý đến mối làm ăn của Vito, Clemenza và Sal Tessio, và đề nghị được chia phần. Clemenza và Tessio đồng ý trả cho hắn nhưng Vito có vẻ miễn cưỡng, anh đề nghị để mọi việc thương lượng cho mình giải quyết. Lợi dụng một ngày lễ của khu phố, Vito giết Fanucci, anh bắt đầu được hàng xóm kính trọng và trở thành người hòa giải cho những vụ xích mích ở khu vực, Vito mở một công ty bán dầu ô liu có tên Genco Pura Olive Oil Company.

Michael Corleone và Tom Hagen tại buổi điều trần

Tại Washington, D.C., một hội đồng được các nghị sĩ lập ra, trong đó có Geary để điều tra những vụ làm ăn của gia đình Corleone. Họ chất vấn Willie Cicci, một người bất mãn với Michael nhưng lão không thể chỉ ra được bằng chứng phạm tội của Michael vì anh chưa bao giờ ra lệnh trực tiếp cho lão. Khi Michael xuất hiện tại phiên điều trần, thượng nghị sĩ Geary đã diễn thuyết rất hùng hồn ủng hộ người Mỹ gốc Ý và sau đó xin rút lui, còn bản thân Michael đã chối bỏ mọi tội trạng và đề nghị hội đồng đưa ra một nhân chứng. Người được hội đồng đưa ra làm chứng chính là Frank Pentangeli, chưa chết sau vụ tấn công của anh em Rosato. Tom Hagen và Michael nhận ra kế hoạch trừ khử nhà Corleone của Roth đã được tính toán rất kỹ. Cùng lúc này Michael tìm thấy Fredo, anh ta giải thích rằng mình phản bội vì cảm thấy bị coi thường dù là người lớn tuổi nhất trong nhà sau khi Sonny bị sát hại, và rằng anh ta chỉ giúp Roth để được tôn trọng hơn chứ không hề có ý định giết Michael. Michael đã nói với Fredo: "Bây giờ anh chẳng còn là cái gì đối với tôi. Không phải là anh, không phải là bạn, chẳng là gì cả!" và ra lệnh cho Al Neri không được làm gì Fredo trong khi mẹ anh vẫn còn sống. Sau đó tại buổi điều trần, Michael đi cùng anh trai của Pentangeli và làm Frank không thể làm chứng chống lại anh, mọi cáo buộc gia đình Corleone đều đổ bể.
Sau đó, tại phòng khách sạn, Kay muốn bỏ Michael ra đi cùng bọn trẻ của hai người, Michael ban đầu định xoa dịu cô nhưng rồi mất bình tĩnh và đánh Kay khi cô tiết lộ rằng không phải cô sẩy thai mà là nạo thai để tránh có thêm một đứa bé trong gia đình tội ác của Michael.
Quay trở lại với Vito, bây giờ đã bắt đầu có thế lực, anh quay trở lại Sicilia và được giới thiệu với Don Ciccio, bây giờ đã già, như một doanh nhân sẽ nhập khẩu dầu ô liu vào Mỹ và muốn được Ciccio ban phúc. Khi Ciccio hỏi Vito cha của anh là ai, Vito đáp: "Cha tôi tên là Antonio Andolini, và đây là phần dành cho ông!", đồng thời dùng dao đâm thủng dạ dày của Ciccio trả thù cho cha, mẹ và anh trai.
Ở gia đình Michael, bà mẹ Carmella Corleone, vợ góa của Vito qua đời, cả gia đình nhà Corleone đoàn tụ trong tang lễ. Michael vẫn lảng tránh Fredo nhưng rồi được Connie thuyết phục gặp mặt anh trai mình. Hai người ôm nhau, đồng thời Michael cũng ra hiệu cho tay chân việc bảo vệ Fredo đã chấm dứt cùng với cái chết của bà Carmelia. Michael, Tom Hagen và Rocco Lampone bàn bạc về cách giải quyết Hyman Roth, Michael phản đối lời khuyên của Hagen cho rằng vị trí của gia đình Corleone đã được bảo đảm, việc giết Roth và anh em Rosato là nguy hiểm và không cần thiết. Sau buổi họp, Hagen đến thăm Frank Pentangeli đang được bảo vệ tại một doanh trại quân sự để đề nghị lão tự xử, đổi lại gia đình sẽ được chu cấp đàng hoàng.
Cảnh cao trào của Bố già phần II là một chuỗi ám sát và giết chóc tương tự như Bố già. Trong khi ra sân bay để đến nơi giam giữ, Hyman Roth bị tay nhà báo do Rocco Lampone giả dạng giết chết, Rocco cũng bị cảnh sát bắn chết tại chỗ. Tại căn cứ quân sự, Frank Pentangeli được tìm thấy đã chết đúng như đề nghị của Hagen. Người cuối cùng bị giết là Fredo, anh ta bị Al Neri giết trên hồ Tahoe.
Sau cảnh bắn giết, bộ phim quay trở lại năm 1941, khi gia đình Corleone chuẩn bị lễ sinh nhật cho Vito. Sonny giới thiệu với cả nhà Carlo Rizzi, chồng tương lai của Connie và là kẻ sẽ bán đứng Sonny, dẫn tới cái chết của anh sau này. Sal Tessio bước vào với chiếc bánh sinh nhật, họ nói chuyện về cuộc tấn công vào Trân Châu Cảng, Michael làm cả nhà choáng váng khi thông báo anh mới gia nhập quân đội, Sonny trêu chọc lựa chọn của Michael, Tom Hagen thì đề cập tới kỳ vọng lớn lao của Vito dành cho anh, chỉ có Fredo là người ủng hộ quyết định của em trai. Sau đó, Vito trở về nhà, tất cả ra đón ông chỉ có Michael ngồi lại một mình.
Bộ phim kết thúc với cảnh Michael ngồi yên lặng một mình bên hồ Tahoe, đan xen hình ảnh ký ức Vito bế Michael trên tàu (Bố già trong anh - Trong anh Bố già).

## Sản xuất
Bộ phim được quay từ ngày 11 tháng 1 năm 1973 đến ngày 19 tháng 6 năm 1974.
Theo kịch bản ban đầu, Tom Hagen sẽ dan díu với vợ góa của Sonny dẫn đến xích mích trong nhà Corleone, nhưng đoạn này sau đó đã được bỏ khỏi kịch bản.
James Caan đồng ý quay trở lại với vai Sonny trong bữa tiệc sinh nhật của Vito với điều kiện là chỉ với cảnh phim đó, anh phải được trả số tiền bằng số tiền anh nhận được từ cả bộ phim trước. Marlon Brando cũng được đề nghị đóng trong cảnh này nhưng Brando cảm giác bị hãng Paramount đối xử tồi và ông đã từ chối quay lại đóng dù chỉ một cảnh phim. Cũng từ chối tham gia tiếp phần II là Richard Castellano, người thủ vai Pete Clemenza trong phần đầu. Nhân vật Frankie Pentangeli ban đầu được dự định chính là Clemenza nhưng sau khi đã phải thay thế vì Castellano đòi được viết phần thoại cho nhân vật Clemenza của ông này đóng trong phần II.
Bố già phần II là bộ phim lớn cuối cùng được quay bằng phim của hãng Technicolor.

## Đánh giá
Giới phê bình đánh giá Bố già phần II là phần tiếp theo thành công nhất trong lịch sử điện ảnh, nhiều người cho rằng bộ phim hay tương đương, thậm chí là hay hơn phần đầu. Cùng với phần đầu, Bố già phần II nằm trong Top 5 phim hay nhất của danh sách do trang dữ liệu điện ảnh IMDb. Cũng giống như phần trước nó, Bố già phần II thường xuyên xếp hạng cao trong các bảng danh sách phim hay. Bộ phim xếp thứ nhất trong danh sách của TV Guide Magazines, xếp thứ 7 trong danh sách của Entertainment Weekly, xếp thứ 32 trong danh sách của Viện phim Hoa Kỳ.
Đã nhiều thập niên trôi qua nhưng giống như phần đầu, Bố già phần II vẫn được coi là một trong những bộ phim hay nhất mọi thời đại, và diễn xuất của Al Pacino trong vai Michael Corleone cũng đã trở thành huyền thoại. Công chúng và nhiều nhà phê bình cho rằng đây là vai diễn xuất sắc nhất trong sự nghiệp của ông và là một trong những vai diễn xuất sắc nhất mọi thời đại. Năm 2006, tạp chí Premier Magazine đã bình chọn vai Michael Corleone của Al Pacino trong phần II xếp thứ 20 trong danh sách "100 vai diễn xuất sắc nhất mọi thời đại".

## Giải thưởng

Michael Corleone (Al Pacino) và Vito Corleone (Robert De Niro)

Bố già phần II là một trong hai phần tiếp theo duy nhất đã từng giành giải Oscar cho Phim hay nhất (bộ phim còn lại là The Lord of the Rings: The Return of the King). Loạt phim Bố già cho đến nay cũng vẫn là loạt phim duy nhất từng đoạt 2 giải Oscar cho Phim hay nhất.
Tổng cộng Bố già phần II đã được đề cử 11 giải Oscar và chiến thắng 6 trong số đó:
- Giải Oscar cho Phim hay nhất
- Giải Oscar cho Đạo diễn xuất sắc nhất (Francis Ford Coppola)
- Giải Oscar cho Nam diễn viên phụ xuất sắc nhất (Robert De Niro)
- Giải Oscar cho Kịch bản chuyển thể xuất sắc nhất (Mario Puzo và Coppola)
- Giải Oscar cho Chỉ đạo nghệ thuật xuất sắc nhất
- Giải Oscar cho Âm thanh xuất sắc nhất

Các đề cử còn lại:
- Giải Oscar cho Nam diễn viên chính xuất sắc nhất (Al Pacino)
- Giải Oscar cho Nam diễn viên phụ xuất sắc nhất (Michael V. Gazzo)
- Giải Oscar cho Nam diễn viên phụ xuất sắc nhất (Lee Strasberg)
- Giải Oscar cho Nữ diễn viên phụ xuất sắc nhất (Talia Shire)
- Giải Oscar cho Phục trang xuất sắc nhất

Năm 1974, cùng với Bố già phần II Coppola còn đạo diễn bộ phim The Conversation cũng được đề cử giải Oscar cho Phim hay nhất, ông trở thành đạo diễn thứ hai trong lịch sử Hollywood đạo diễn 2 phim được đề cử giải này, người đầu tiên là Alfred Hitchcock năm 1941. Mãi đến năm 2000 Steven Soderbergh mới lập lại thành tích này khi có 2 phim (Erin Brockovich và Traffic) được đề cử cho Phim hay nhất.
Với việc Robert De Niro giành giải Oscar cho vai Vito Corleone, vai diễn mà trước đó Marlon Brando cũng đã giành giải Oscar cho Nam diễn viên chính xuất sắc nhất, hai diễn viên này đã trở thành hai người duy nhất được trao giải Oscar khi cùng vào vai một nhân vật.
Tuy bộ phim được trao giải Oscar cho Kịch bản chuyển thể xuất sắc nhất nhưng thực ra chỉ có truyện phim liên quan tới Vito Corleone thời trẻ là dựa theo tiểu thuyết của Mario Puzo, phần còn lại hoàn toàn được sáng tạo từ đầu.
Cùng với Bố già (thứ 1), Bố già phần II (thứ 3) lọt vào danh sách 10 phim hay nhất thuộc thể loại phim hình sự của Viện phim Mỹ.

## Chuyện ngoài lề
- Đây là bộ phim đầu tiên hai diễn viên Robert De Niro và Al Pacino đóng chung. Tuy nhiên mãi đến bộ phim Heat năm 1995, hai người mới cùng xuất hiện trong một cảnh phim.
- Trong số các diễn viên thủ vai nghị sĩ có mặt ở buổi điều trần có đạo diễn, nhà sản xuất phim Roger Corman, nhà sản xuất Phil Feldman và nhà văn khoa học viễn tưởng Richard Matheson.
- Vai Hyman Roth do Lee Strasberg thủ vai trong Bố già phần II được dựa trên cuộc đời thực của tay anh chị Meyer Lansky. Trong thực tế, sau lần công chiếu năm 1974 của bộ phim, Lansky đã gọi điện chúc mừng Strasberg với diễn xuất rất tốt của ông, nhưng Lansky cũng nói thêm "Lẽ ra anh nên làm nhân vật của tôi dễ mến hơn mới phải".